# Renato Bosatta
 Renato Bosatta, né le 11 février 1938 à Pianello del Lario, est un rameur italien.
Au cours de sa carrière sportive, il remporte trois médailles olympiques : une d'argent au quatre sans barreur des Jeux olympiques de 1960 à Rome, encore l'argent en 1964 à Tokyo, mais en quatre barré, et enfin le bronze à Jeux de Mexico en 1968.